# 民間全民電視公司

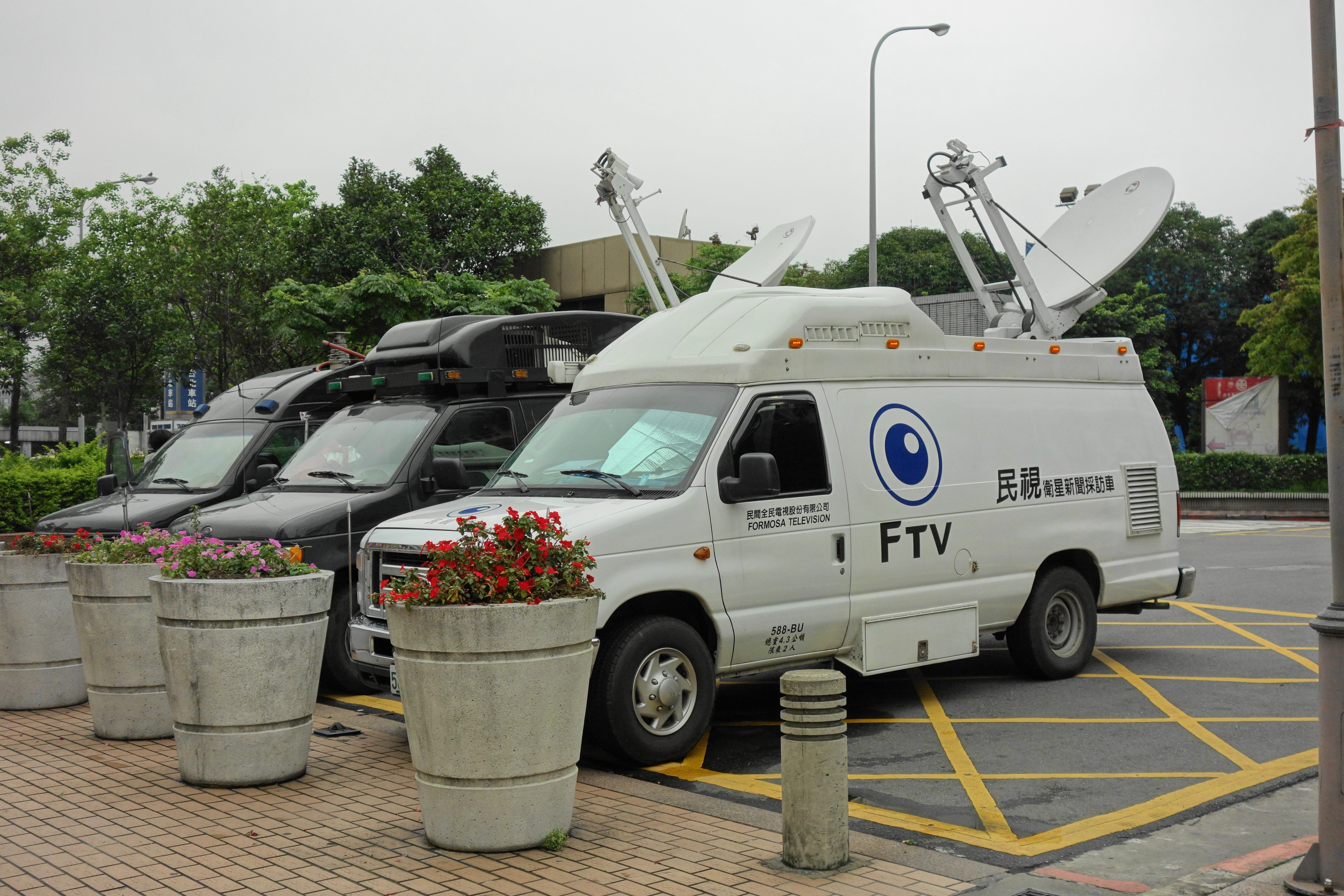
SNG中継車

民間全民電視公司（みんかんぜんみんでんしこうし）は、台湾の地上波テレビ放送局である。略称は「民視」、「FTV」。英文表記は台湾の別名「フォルモサ」に由来する「Formosa Television Inc.」。
台湾で初の民営の地上波テレビ局として1997年6月11日に開局した。当時、台視は台湾省政府、中視は中国国民党、華視は中華民国国軍が大株主であり実質政府経営のテレビ局であったのに対し、民視は当時野党だった民主進歩党系のテレビ局として開局した。
初期は視聴率が伸び悩んでいたが、ドラマなどが好調となり現在では台湾の地上波テレビ局の中でも視聴率が高い方に位置している。「公正・中立」をモットーとしていて、ニュースの信用性では行政院新聞局から高い評価を得ている。

## 会社概要
- 商号：民間全民電視股份有限公司
- 本社所在地：中華民国（台湾）新北市林口区信義路99号[2]
- 高雄事務所：中華民国（台湾）高雄市三民区博愛一路366号24ビル[4]
- 設立：1996年3月27日[2]
- 代表者
  - 董事長：郭倍宏[5]
  - 総経理：王明玉[5]
- 子会社
  - 台員多媒體股份有限公司
  - 民視文化事業股份有限公司
  - 鳳凰藝能股份有限公司

## チャンネル
- メインチャンネル（民視無線台（中国語版））
- ニュースチャンネル（民視新聞台（中国語版））
- 台湾チャンネル（民視台湾台（中国語版））
- 第一チャンネル（民視第一台（中国語版））

## 主な番組
GO GO JAPAN 來去日本
過去には小林麻美（楊思敏）、小濱隆司らが出演し日本の観光地を紹介していた。
頭家来開講
政治討論番組。2006年8月24日の生放送中に元立法委員が政治評論家に殴りかかる事件が発生した。
また、台視、華視、中視に比べ少ないものの、「金田一少年の事件簿」、「るろうに剣心 -明治剣客浪漫譚-」、「ちびまる子ちゃん」などの日本アニメも放送されている。
当局が放映したドラマ「夜市人生」でトラックにはねられるシーンにギャグ要素があり、ニコニコ動画で改造動画が作られるようになり、台湾で話題を呼んだ。

## 姉妹局
- テレビ東京[8]